# Dinteranthus pole-evansii
Dinteranthus pole-evansii là một loài thực vật có hoa trong họ Phiên hạnh. Loài này được (N.E.Br.) Schwantes mô tả khoa học đầu tiên năm 1926.